# Buochs
Buochs és un municipi del cantó de Nidwalden (Suïssa).